# Vasili Gabashvili
Vasili Gabashvili (ვასილ გაბაშვილი), conocido también por su nombre rusificado, Vasili Davidovich Gabáiev (del ruso: Василий Давидович Габаев) (1853-1933), fue un militar georgiano al servicio del Imperio ruso y de la República Democrática de Georgia.
De familia aristócrata, Gabashvili sirvió como oficial del ejército imperial ruso y participó en la guerra ruso-turca (1877-1878). Posteriormente luchó en la Primera Guerra Mundial, siendo ascendido a teniente general en 1916. Fue comandante de la guarnición de Tiflis de 1916 a 1917; a partir de este último año, pasó a dirigir el Cuerpo de Ejército Georgiano, base del futuro ejército georgiano. Fue nombrado comandante en jefe del mismo, puesto que desempeñó de 1918 a 1921 y se retiró del servicio con la invasión bolchevique en 1921.